# مشروع الميكروبيوم البشري
مشروع الميكروبيوم البشري (HMP) بحث أنشأته معاهد الصحة الوطنية الأمريكية (NIH) بغية توسيع فهم الفلورا الجرثومية المتعلقة بصحة الإنسان والمرض. أطلق المشروع عام 2007، ركّزت المرحلة الأولى منه على تعريف وتوصيف الفلورا الجرثومية البشرية. بينما أُطلقت المرحلة الثانية المعروفة بمشروع الميكروبيوم البشري التكاملي (iHMP) عام 2014 بهدف السعي لتوليد موارد توصف الميكروبيوم وتوضح أدوار الجراثيم في حالات الصحة والمرض. موّل الصندوق المشترك لمعاهد الصحة الوطنية الأمريكية المشروع بـ 170 مليون دولار بين عامي 2007 و2016.
من المكونات الأساسية لمشروع الميكروبيوم البشري، الطرق غير المعتمدة على الزرع في توصيف المجتمع الجرثومي، مثل الميتاجينومية (التي توفر منظورًا جينيًا واسعًا عن مجتمع ميكروبي واحد) بالإضافة إلى سلسلة جينومية كاملة واسعة (توفر منظورًا جينيًا عميقًا في جوانب معينة للمجتمع الجرثومي المعطى على سبيل المثال لسلالات جرثومية مفردة). تعمل السلسلة الجينومية الكاملة كمرجع للتسلسل الجينومي -تخطط 3000 سلسلة من المستفردات الجرثومية المعزولة بشكل صحيح- من أجل المقارنة خلال التحاليل الميتاجينومية. دعم المشروع أيضًا السلسلة العميقة للرنا الريبوزي الجرثومي 16S المضخمة بواسطة تفاعل البوليمراز المتسلسل من مواد بشرية.

## التطبيقات السريرية
من بين التطبيقات السريرية الأولى التي توظف بيانات مشروع الميكروبيوم البشري بحسب ما وثق في العديد من مقالات الـ بلس ون، وجد الباحثون تحولًا إلى تنوع أقل في السلالات ضمن الميكوبيوم المهبلي لمرأة حامل تُحضّر للولادة، وحملًا مرتفعًا من الدنا الفيروسي في الميكروبيوم الأنفي عند الأطفال المصابين بحمى مجهولة السبب. تتضمن الدراسات الأخرى التي تخدّم بيانات مشروع الميكروبيوم البشري دور الميكروبيوم في الأمراض المختلفة التي تصيب السبيل الهضمي والجلد والأعضاء التناسلية والاضطرابات في مرحلة الطفولة.

## التطبيقات الصييدلانية
يدرس علماء الميكروبيولوجيا الصيدلية تطبيق بيانات مشروع الميكروبيوم البشري فيما يتعلق بحضور أو غياب عضويات حية «مرفوضة» في المستحضرات الصيدلانية غير العقيمة، بالإضافة إلى تطبيقها في مراقبة العضويات الحية ضمن البيئات المضبوطة التي تُصنع فيها هذه المستحضرات، والذي يطبق من أجل اختيار الوسط ودراسات فعالية المطهرات.